# Abrantes
Pour les articles homonymes, voir Abrantes (homonymie).

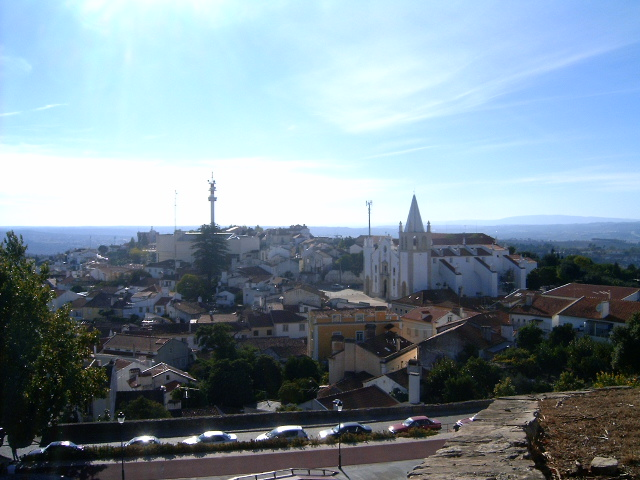
Vue d'Abrantes

Abrantes (en français Abrantès) est une ville et une municipalité du Portugal située dans le district de Santarém. Elle s'élève sur une colline à 800 m de la rive droite du Tage. Elle est le chef-lieu d'un canton de 34 329 habitants.

## Histoire
Junot s'en empara en 1807, et reçut en récompense, de Napoléon Ier, le titre de duc d'Abrantès.
Durant l'été 2005 elle fut durement touchée par les incendies.

## Géographie
Abrantes est limitrophe au nord de Vila de Rei, Sardoal et Mação; à l'est de Gavião; au sud de Ponte de Sor; et à l'ouest de Chamusca, Constância, Vila Nova da Barquinha et Tomar.

## Démographie
| 1801   | 1849   | 1900   | 1930   | 1960   | 1981   | 1991   | 2001   | 2011   |
| ------ | ------ | ------ | ------ | ------ | ------ | ------ | ------ | ------ |
| 17 796 | 17 790 | 27 453 | 39 327 | 51 869 | 48 653 | 45 697 | 42 235 | 39 325 |

| 2021   | - | - | - | - | - | - | - | - |
| ------ | - | - | - | - | - | - | - | - |
| 34 329 | - | - | - | - | - | - | - | - |

## Subdivisions
La municipalité de Abrantes groupe 19 freguesias :
- Aldeia do Mato
- Alferrarede
- Alvega
- Bemposta
- Carvalhal
- Concavada
- Fontes
- Martinchel
- Mouriscas
- Pego
- Rio de Moinhos
- Rossio ao Sul do Tejo
- São Facundo
- São João
- São Miguel do Rio Torto
- São Vicente
- Souto
- Tramagal
- Vale das Mós

## Jumelage
- Parthenay (France) depuis 1993